# Sidneioides snamoti
Sidneioides snamoti är en sjöpungsart som först beskrevs av Asajiro Oka 1927.  Sidneioides snamoti ingår i släktet Sidneioides och familjen klumpsjöpungar. Inga underarter finns listade i Catalogue of Life.